# Sirkap
Sirkap (en ourdou : سرکپ) est le nom d'un site archéologique sur la rive opposée à la ville de Taxila, Punjab, au Pakistan.
La ville de Sirkap a été construite par le roi gréco-bactrien Démétrios après avoir envahi l'Inde ancienne vers 180 av. J.-C. Démétrios a fondé dans le sous-continent indien du nord et du nord-ouest un royaume indo-grec qui devait se maintenir jusqu'à environ 10 av. J.-C. Sirkap aurait également été reconstruit par le roi Ménandre Ier.

## Fouilles archéologiques

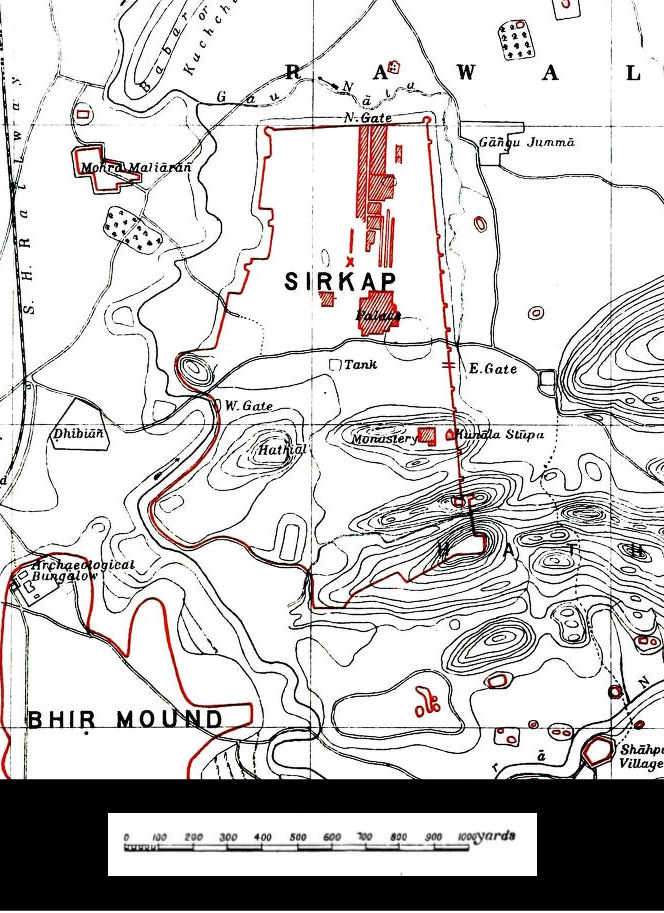
Carte des fouilles de Sirkap.

Les fouilles de la vieille ville ont été effectuées sous la supervision de Sir John Marshall par Hergrew de 1912 à 1930. En 1944 et 1945, d'autres pièces ont été excavées par Mortimer Wheeler et ses collègues. La plupart des découvertes à Sirkap concernaient les périodes indo-scythe et indo-parthe (Ier et IIe siècles). Dans l'ensemble, les fouilles aux niveaux grecs ont été très limitées, et il reste probablement beaucoup de choses encore enfouies sous terre : à Sirkap, seulement environ huit des fouilles ont été faites jusqu'aux niveaux indo-grec et indo-scythe, et ce, dans une zone éloignée du centre de la ville antique, où l'on pouvait s'attendre à peu de découvertes.

## Ville grecque

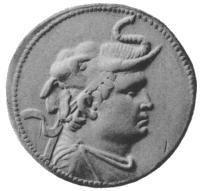
Le roi gréco-bactrien Démétrios (200-180 av. J.-C.), fondateur de Sirkap.

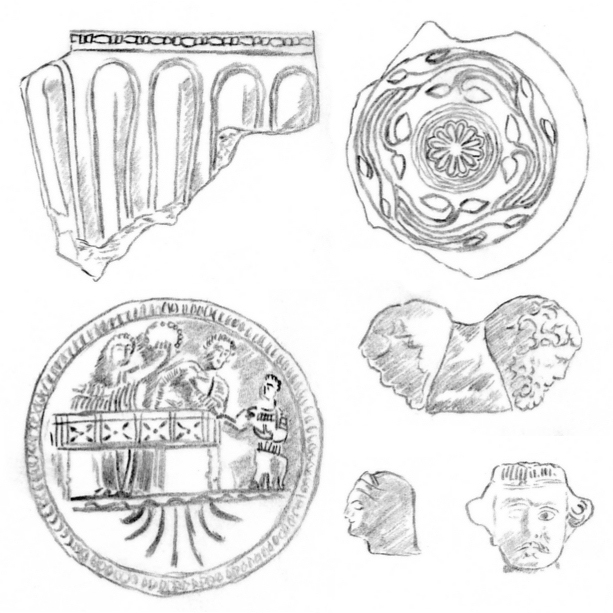
Principaux objets archéologiques des couches indo-grecques de Taxila. De haut à gauche: * Vase cannelé avec motif de perles et de bobine (Monticule de Bhir, strate 1) * Tasse avec rosace et rouleau décoratif (Monticule de Bhir, strate 1) * Palette de pierre avec un individu sur un canapé couronné par une femme debout et servi (Sirkap, strate 5) * Poignée avec double représentation d'un philosophe (Sirkap, strate 5/4) * Femme avec sourire (Sirkap, strate 5) * Homme avec moustache (Sirkap, strate 5) (Source: John Marshall « Taxila, Fouilles archéologiques »).

Le site de Sirkap a été construit selon le quadrillage « hippodamien » caractéristique des villes grecques. Il est organisé autour d'une avenue principale et de quinze rues perpendiculaires, couvrant une superficie d'environ 4 800 hectares (1200 x 400 mètres), avec un mur d'enceinte de 5 à 7 mètres et large et de 4,8 kilomètres de long. Les ruines sont de caractère grec, similaires à celles d'Olynthus en Macédoine.
De nombreux artefacts hellénistiques y ont été trouvés, en particulier des pièces de monnaie de rois gréco-bactriens et des palettes de pierre représentant des scènes mythologiques grecques. Certains d'entre eux sont purement hellénistiques, d'autres trouvés à Ai-Khanoum, indiquent une évolution des styles gréco-bactriens vers des tenues plus indianisées. Par exemple, des accessoires tels que des bracelets de cheville indiens peuvent être trouvés sur certaines représentations de figures mythologiques grecques comme Artémis.

Après sa construction par les Grecs, la ville a été reconstruite lors des incursions des Indo-Scythes, et plus tard par les Indo-Parthes après un tremblement de terre en 30 apr. J.-C. Gondopharès, le premier roi du royaume indo-parthe, a construit des parties de la ville, y compris le stupa à deux têtes d'aigle et le temple du dieu soleil. La ville a été délaissée par les rois Kushan qui l'ont abandonnée et ont construit une nouvelle ville à Sirsukh, à environ 1,5 Km au nord-est.

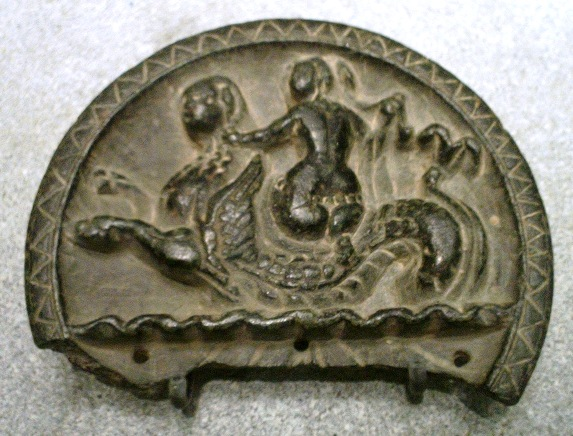
Une Néréide chevauchant un monstre marin Ketos, palette de pierre, Sirkap, IIe siècle av. J.-C.
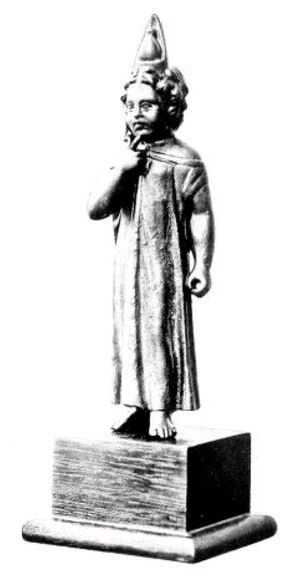
Harpocrate, fin hellénistique, Sirkap.
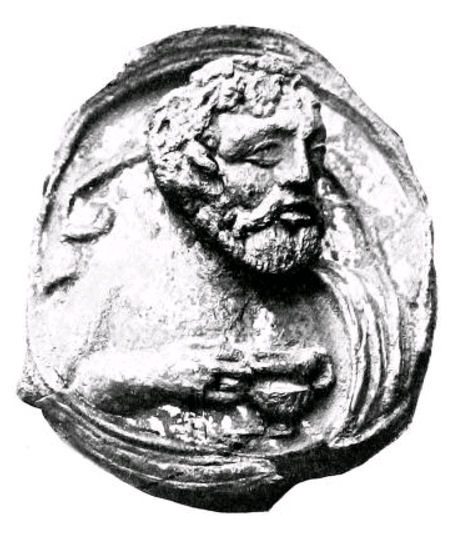
Tête de Dionysos, Sirkap
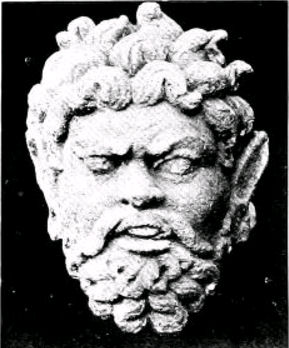
Dionysos, Sirkap.
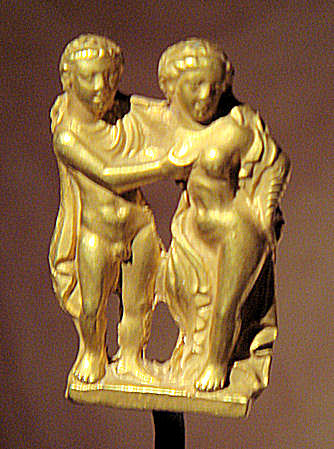
Statue d'un couple hellénistique, Sirkap.

## Édifices religieux
Des stupas bouddhistes avec de forts éléments décoratifs hellénistiques peuvent être trouvés dans tout le site de Sirkap (Stupa à aigles à deux têtes  ), un temple Jain et un stupa Jain, ainsi qu'un temple hindou, indiquant une interaction étroite des cultures religieuses. Un temple religieux grec de l'ordre ionique est également visible sur le site voisin de Jandial (650 mètres de Sirkap) mais il est possible qu'il ait été dédié à un culte zoroastrien.
Le site de Sirkap témoigne de l'activité des Indo-Grecs durant leur occupation du territoire indien de près de deux siècles où ils ont construit des villes. Et ce lieu montre aussi leur intégration à d'autres confessions, notamment le bouddhisme.

### Stupa rond
Un stupa rond est présent à Sirkap. C'est l'un des plus anciens stupas du sous-continent indien. On suppose que ce stupa a été déraciné et placé à son emplacement actuel par un fort tremblement de terre au Ier siècle apr. J.-C. Lorsque la nouvelle ville a été construite plus tard, le stupa a été conservé et protégé par un mur de protection.

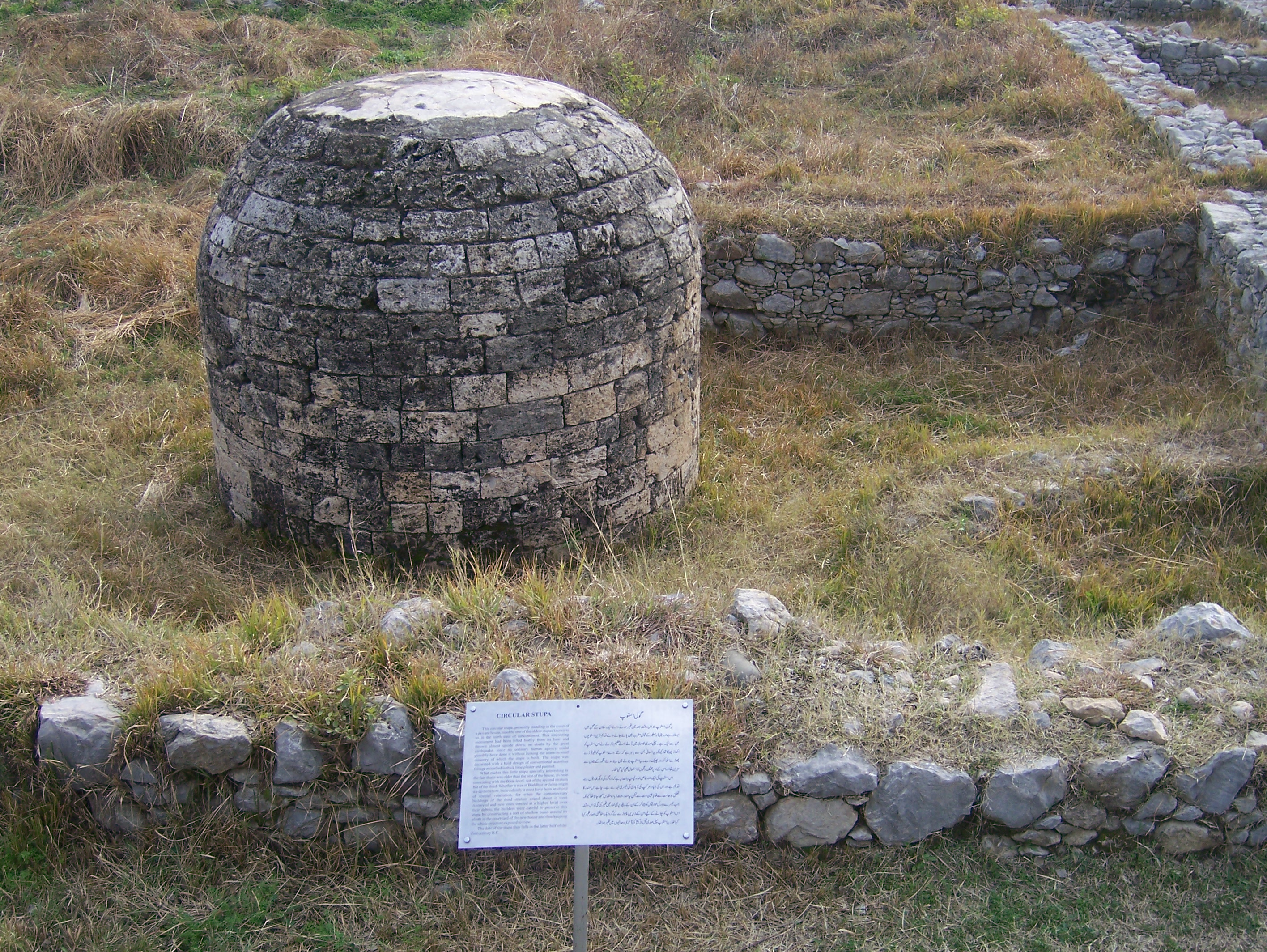
Le Stupa rond de Sirkap.

### Temple absidial
Le bâtiment connu sous le nom de Temple Absidial est le plus grand sanctuaire de Sirkap, mesurant environ 70 par 40 mètres (en comparaison le Parthénon d'Athènes mesure 70 par 31 mètres). Le temple Absidial se compose d'une nef carrée avec plusieurs salles, utilisée par les moines bouddhistes, et d'une salle circulaire, qui donne au bâtiment sa forme absidiale. Après le tremblement de terre qui a détruit la ville en 30 apr. J.-C., le sanctuaire bouddhiste a été construit dans une cour spacieuse. La partie ronde était probablement utilisée pour un petit stupa, mais il n'en reste aucune trace. Certaines sculptures ont probablement été réalisées par un artiste grec.

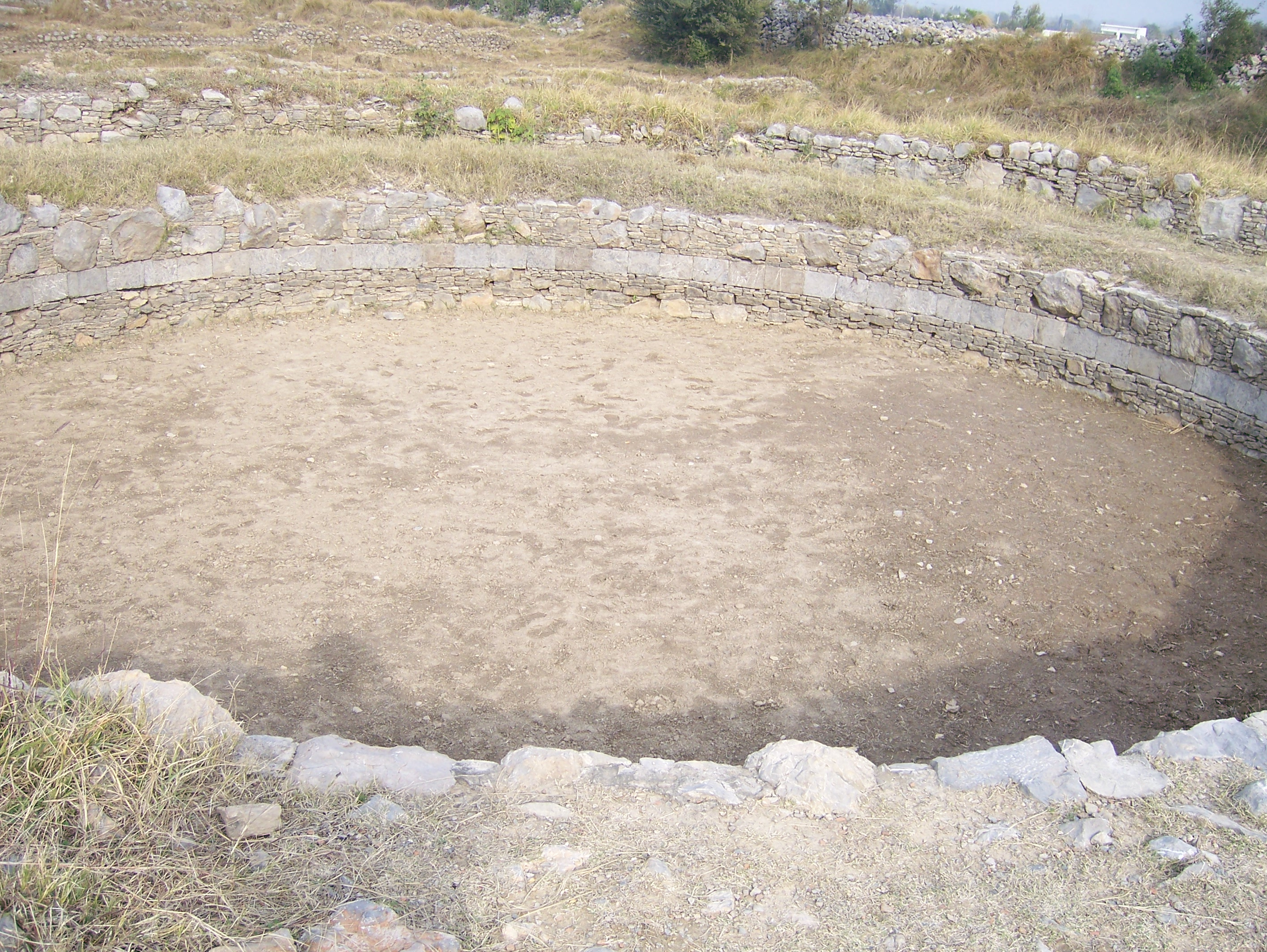
La salle ronde du Temple Absidal.

### Stupa à aigle à deux têtes
Un stupa spécial à Sirkap est appelé le « stupa aigle à deux têtes ». Les pilastres ici sont de conception grecque, « colonnes corinthiennes ». Dans l'arc du milieu, un temple grec est montré ; à l'extérieur, on peut voir un sanctuaire de conception hindoue. Au sommet de ces sanctuaires, un aigle à deux têtes est assis qui a donné son nom au Stupa. Ce motif est plutôt étrange, c'est le moins qu'on puisse dire, car il est à l'origine babylonien. Il semble qu'il se soit propagé à la Scythie et introduit dans le Pendjab par les dirigeants Saka.

### Dharmarajika Stupa
Le Dharmarajika Stupa, situé à proximité, est un grand stupa datant du IIe siècle apr. J.-C. Le stupa a été construit pour abriter des reliques du Bouddha, tandis que plusieurs bâtiments monastiques ont été construits autour du stupa.

## Visite d'Apollonios de Tyane
Le philosophe grec Apollonios de Tyane aurait visité l'Inde ancienne, et en particulier la ville de Taxila au Ier siècle apr. J.-C. Il décrit des constructions de type grec, faisant probablement référence à Sirkap :
« Taxila, nous disent-ils, est à peu près aussi grande que Ninive et était assez bien fortifiée à la manière des villes grecques. »
«  J'ai déjà décrit la manière dont la ville est fortifiée, mais on dit qu'elle a été divisée en rues étroites de la même manière irrégulière qu'à Athènes, et que les maisons ont été construites de telle manière que si vous les regardez de l'extérieur, elles n'ont qu'un seul étage, mais si vous entrez dans l'une d'elles, vous découvrez immédiatement des chambres souterraines s'étendant aussi loin au-dessous du niveau de la terre que les chambres au-dessus. »

## Galerie

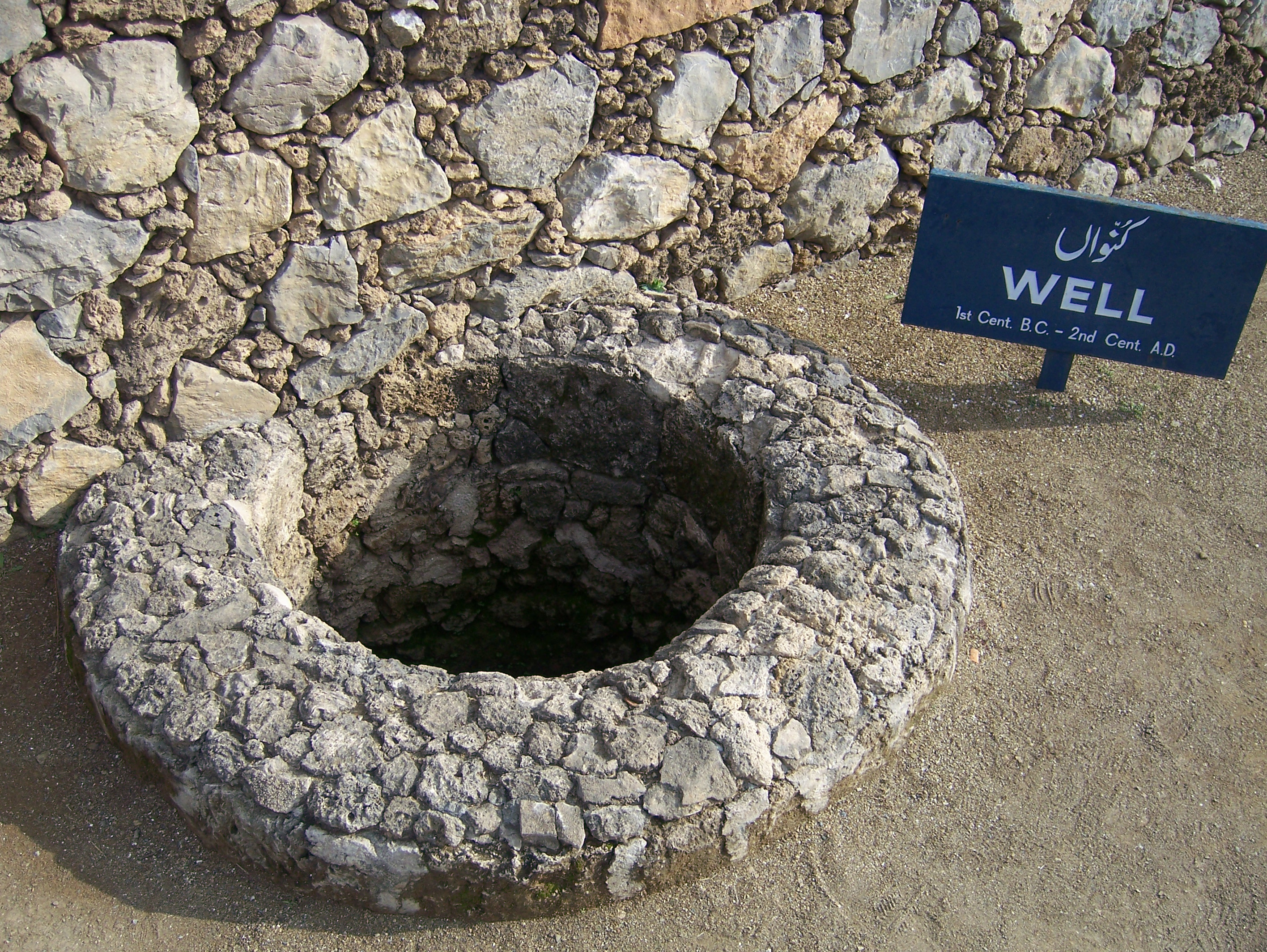
Un puits à Sirkap.
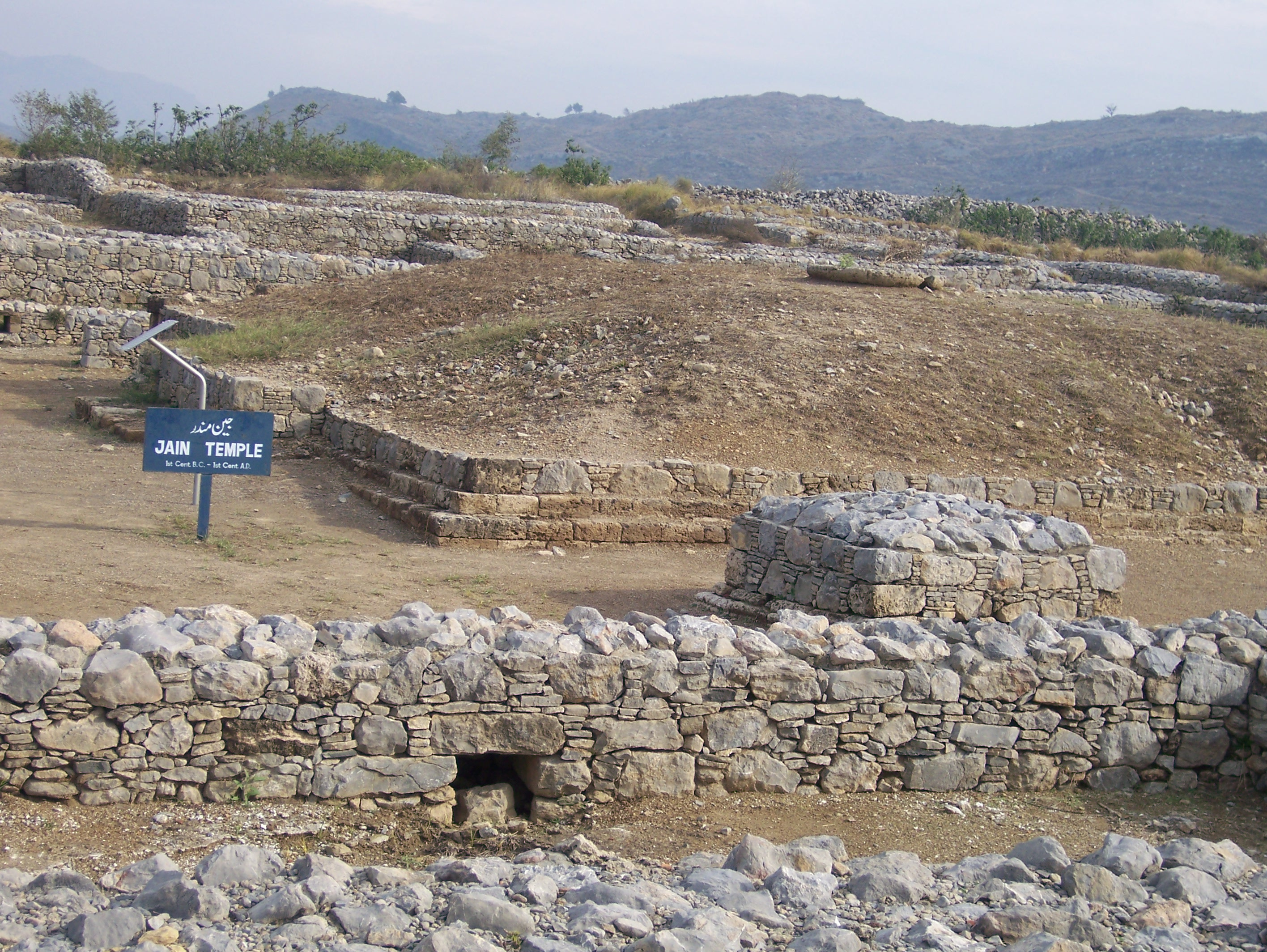
Un temple jaïn à Sirkap.
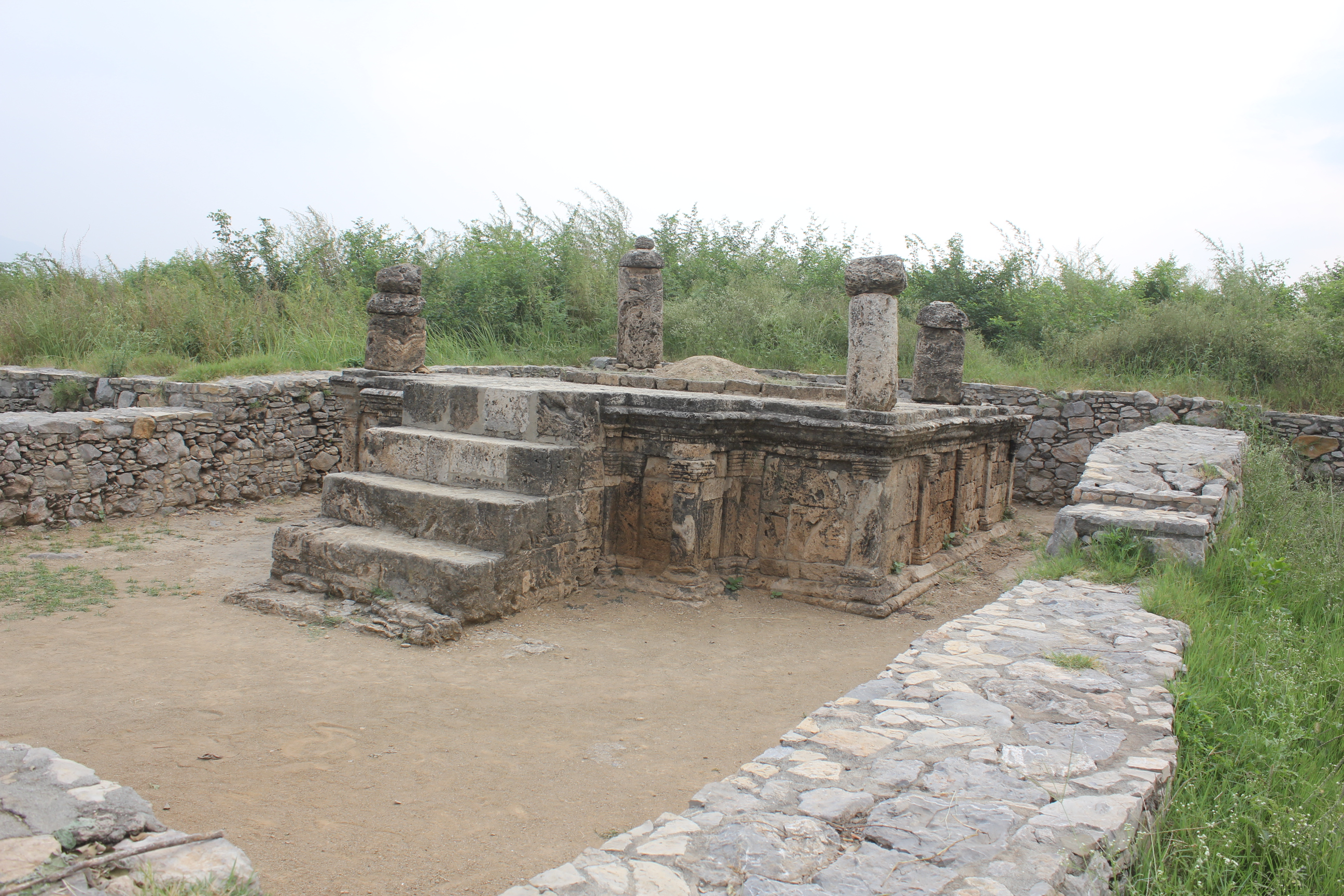
Un Stupa Jain possible[7].
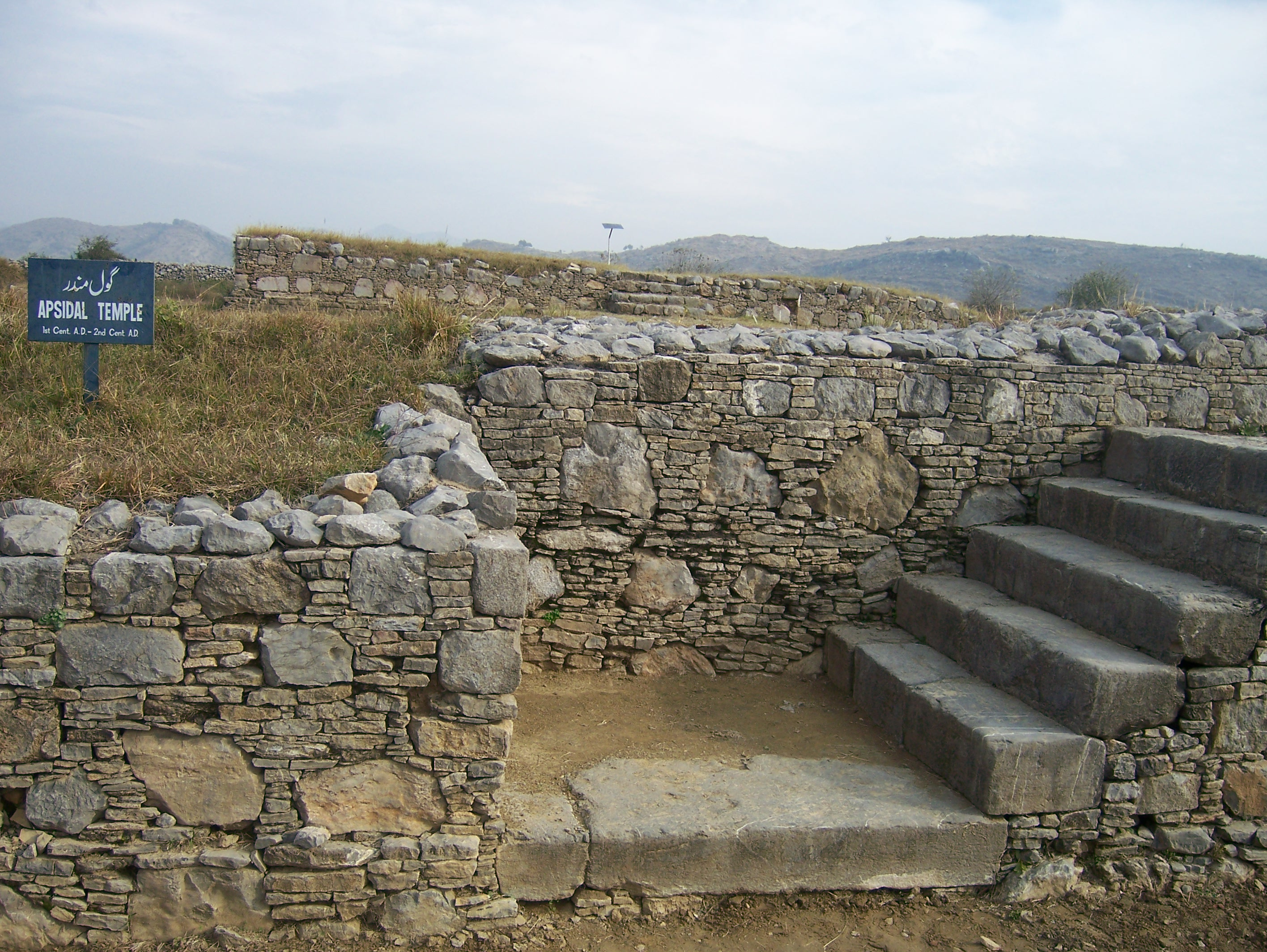
Le Temple Absidial à Sirkap.
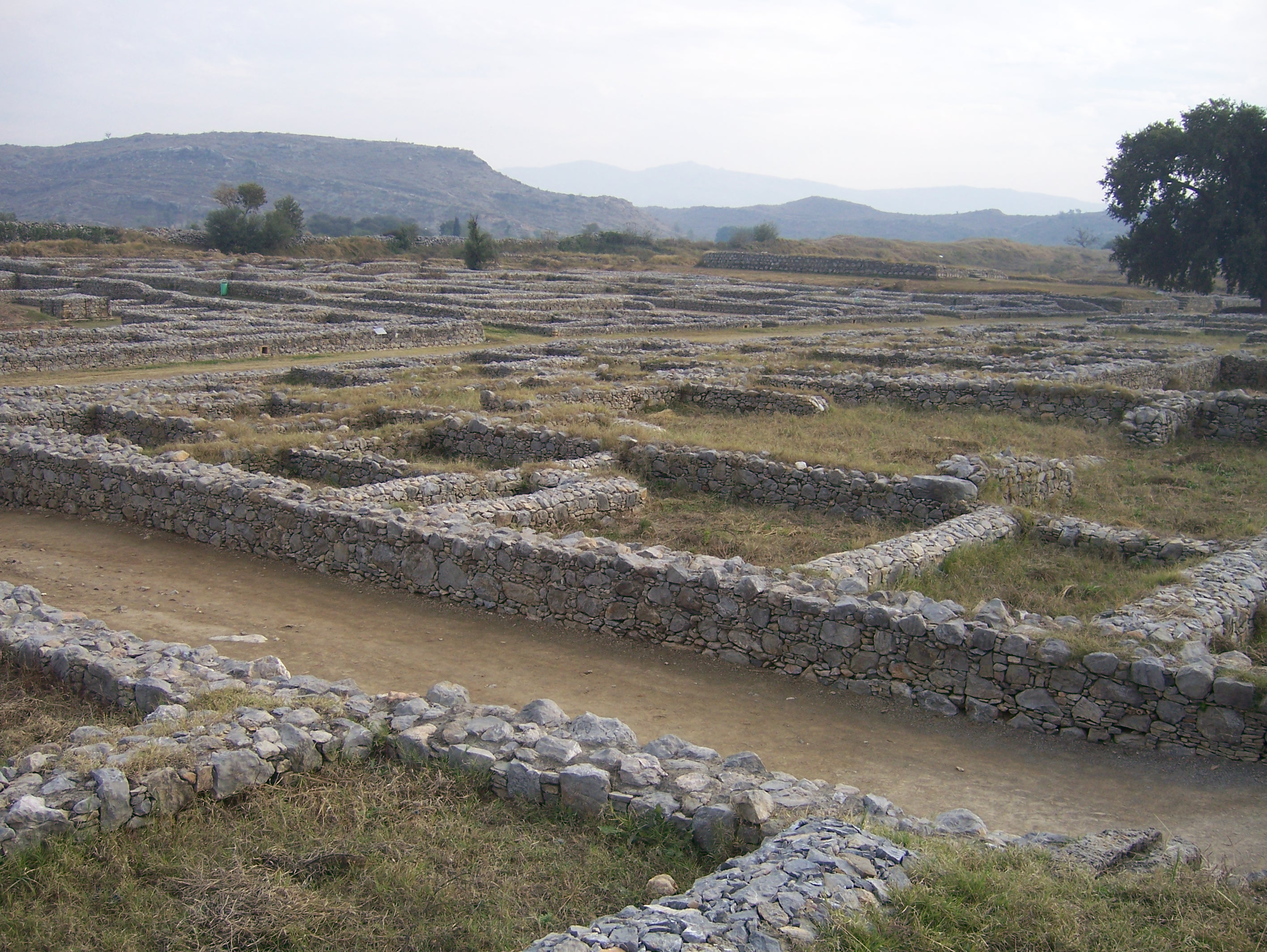
Rues de la ville de Sirkap.
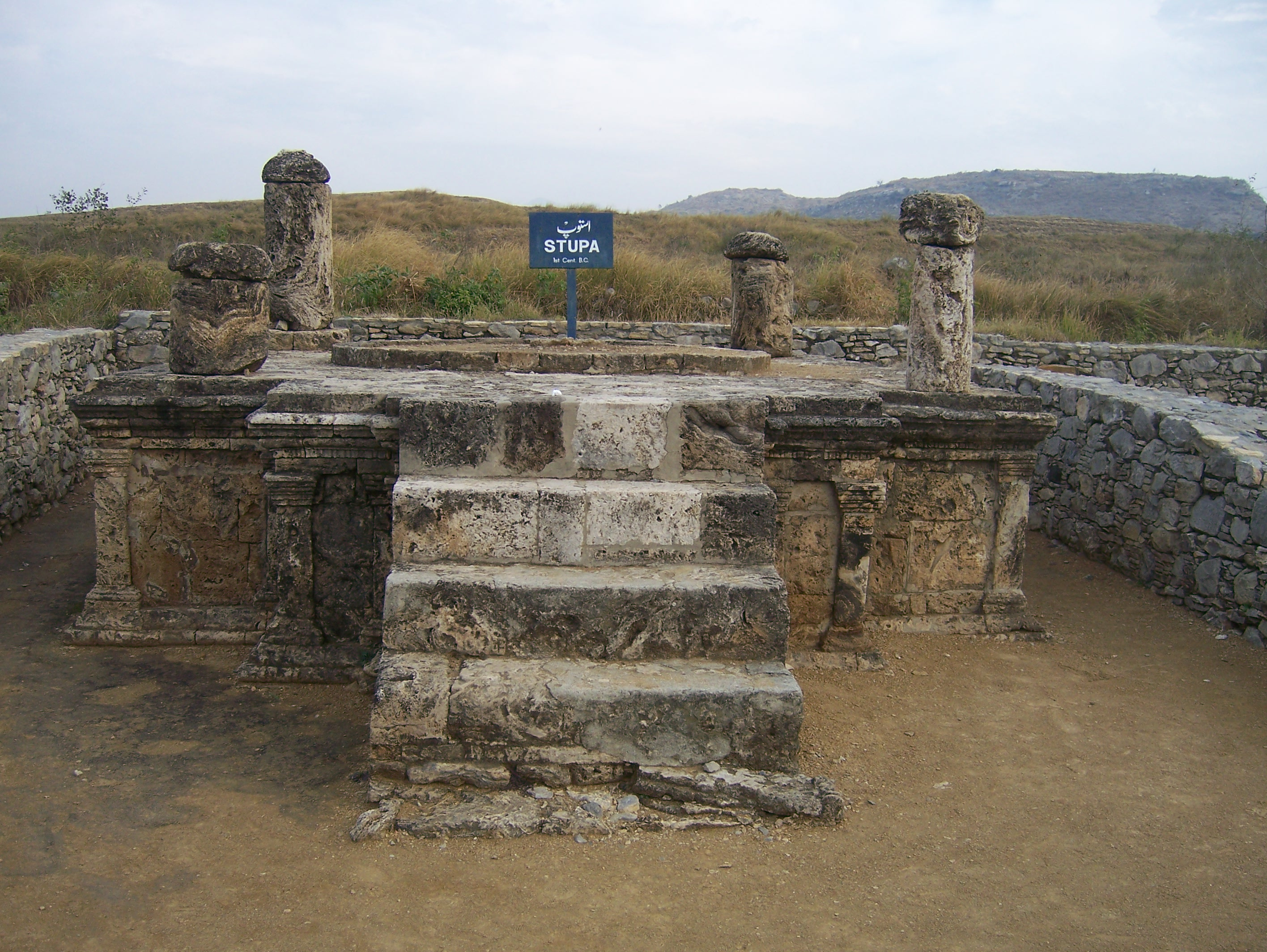
Un stupa du Ier siècle av. J.-C.

## Voir également
- Bhir Mound
- Images Google Map du site